# Hrabstwo Stanislaus
Hrabstwo Stanislaus (ang. Stanislaus County) – hrabstwo w stanie Kalifornia w Stanach Zjednoczonych. Obszar całkowity hrabstwa obejmuje powierzchnię 1514,67 mil² (3922,98 km²). Według szacunków United States Census Bureau w roku 2009 miało 510 385 mieszkańców.
Hrabstwo powstało w 1854 roku.
Na jego terenie znajdują się:
- miejscowości – Ceres, Hughson, Modesto (siedziba administracyjna), Newman, Oakdale, Patterson, Riverbank, Turlock, Waterford,
- CDP – Airport, Bret Harte, Bystrom, Cowan, Crows Landing, Del Rio, Denair, Diablo Grande, East Oakdale, Empire, Grayson, Hickman, Keyes, Monterey Park Tract, Parklawn, Riverdale Park, Rouse, Salida, Shackelford, Valley Home, West Modesto, Westley.